# Беккарія Тауншип (округ Клірфілд, Пенсільванія)
Беккарія Тауншип (англ. Beccaria Township) — селище (англ. township) в США, в окрузі Клірфілд штату Пенсільванія. Населення — 1774 особи (2020).

## Демографія
Згідно з переписом 2010 року, у селищі мешкали 1782 особи в 732 домогосподарствах у складі 530 родин. Було 899 помешкань
Расовий склад населення:
| - 99,3 % — білих - 0,1 % — чорних або афроамериканців |

До двох чи більше рас належало 0,3 %. Частка іспаномовних становила 0,4 % від усіх жителів.
За віковим діапазоном населення розподілялося таким чином: 20,7 % — особи молодші 18 років, 60,8 % — особи у віці 18—64 років, 18,5 % — особи у віці 65 років та старші. Медіана віку мешканця становила 45,0 року. На 100 осіб жіночої статі у селищі припадало 96,9 чоловіків;  на 100 жінок у віці від 18 років та старших — 96,7 чоловіків також старших 18 років.
Середній дохід на одне домашнє господарство  становив 58 172 долари США (медіана — 46 875), а середній дохід на одну сім'ю — 65 255 доларів (медіана — 52 404). Медіана доходів становила 45 938 доларів для чоловіків та 33 365 доларів для жінок. За межею бідності перебувало 11,5 % осіб, у тому числі 15,9 % дітей у віці до 18 років та 9,4 % осіб у віці 65 років та старших.
Цивільне працевлаштоване населення становило 744 особи. Основні галузі зайнятості: освіта, охорона здоров'я та соціальна допомога — 24,1 %, роздрібна торгівля — 11,8 %, виробництво — 10,9 %.